# 松井清
松井 清（まつい きよし、1912年5月26日 - 1972年9月6日）は、日本の経済学者。元京都大学大学院経済学研究科・経済学部教授。

## 略歴
岡山市生まれ。第三高等学校卒、1934年京都帝国大学（現・京都大学）経済学部卒。副手をへて1936年同講師、1947年助教授、1949年教授、1950年「世界経済学批判」で、経済学博士（大阪商科大学）の学位を取得。1960-1961年京都大学経済学部長。60歳で教授在任中に死去。

## 著書

### 単著
- 『貿易理論の研究』（有斐閣、1938年）
- 『国際貿易政策思想史』（有斐閣、1941年）
- 『世界経済学批判：世界経済の基礎理論に関する研究』（有斐閣、1948年）
- 『国民経済と世界経済：民族理論との関連において』（弘文堂、1950年）
- 『資本主義の一般的危機：独占資本主義下の商業と貿易』（三一書房、1950年）
- 『世界経済学』（三笠書房、1950年）
- 『日本貿易論：資本主義発達史との関連』（有斐閣、1950年）
- 『商業経済学概論』（有信堂、1951年）
- 『貿易商社論』（有斐閣、1952年）
- 『世界経済学原理』（日本評論新社、1954年）
- 『日本の貿易』（岩波書店、1954年）
- 『世界経済の理論的諸問題：欧州の学界を旅して』（ミネルヴァ書房、1956年）
- Essays on international trade, (Science Council of Japan, Division of Economics, Commerce & Business Administration, 1958)
- 『貿易論入門』（白桃書房、1959年）
- 『日本貿易入門』（岩波書店、1962年）
- 『世界経済論体系』（日本評論新社、1963年）
- 『経済学とマーケティング』（三一書房、1964年）
- 『世界経済入門』（有斐閣、1965年）
- 『低開発国経済論』（有信堂、1967年）
- 『戦後の世界経済』（日本評論社、1969年）
- 『国民経済と世界経済』（有信堂、1970年）

### 編著
- 『日本貿易読本』（東洋経済新報社、1955年）
- 『後進国開発理論の研究』（京都大学総合経済研究所研究叢書5）（有斐閣、1957年）
- 『近代日本貿易史（全3巻）』（京都大学総合経済研究叢書12-13, 15）（有斐閣、1959年-63年）
- 『貿易・為替の自由化』（三一書房、1960年）
- 『現代資本主義と国際通貨』（法律文化社、1970年）
- 『資本の自由化』（有信堂、1970年）

### 翻訳
- ハーバラー『国際貿易論』（岡倉伯士との共訳、有斐閣、1937年）
- グンター・コールマイ『社会主義世界市場：発生・特徴および社会主義建設にたいする意義』（吉信粛との共訳、日本評論新社、1957年）

### 追悼集
- 島恭彦ほか編『逍遙：松井清、その軌跡』（松井芳郎、1981年）

## 関連人物
- 島恭彦 - 京都帝国大学経済学部の同級生で親友、同僚
- 山岡亮一 - 京都帝国大学経済学部の同級生で親友、同僚